# اوزان آکبابا
اوزان آکبابا (ترکی استانبولی: Ozan Akbaba؛ زادهٔ ۹ ژوئن ۱۹۸۲) بازیگر اهل ترکیه است.
وی فارغ‌التحصیل رشتهٔ معماری داخلی و طراحی محیطی از دانشکدهٔ هنرهای زیبای دانشگاه آک‌دنیز است. او علاوه بر حرفه خود به عنوان بازیگر، بر تعدادی فیلم نیز آهنگسازی کرده است.
وی از سال ۲۰۰۵ میلادی تاکنون مشغول فعالیت بوده است از مهم‌ترین کارهایی که او در آن ایفای نقش کرده است می‌توان به راهزنان در دنیا حکومت نمی‌کنند و شهر دور اشاره کرد.

## فیلم‌شناسی
| تلویزیون   | تلویزیون                      | تلویزیون                                |
| سال        | عنوان                         | نقش                                     |
| ---------- | ----------------------------- | --------------------------------------- |
| ۲۰۰۶       | [[Kırık Kanatlar              |                                         |
| ۲۰۰۷       | Kavak Yelleri                 |                                         |
| ۲۰۱۱       | Cennetin Sırları              | Zafer                                   |
| ۲۰۱۲–۲۰۱۳  | کوزی گونی                     | سومر تزکان                              |
| ۲۰۱۳       | Güldür Güldür                 | Şenol                                   |
| ۲۰۱۴       | خیابان‌های پشتی                | دکتر ویسل                               |
| ۲۰۱۵       | پویراز کارایل                 | تانر                                    |
| ۲۰۱۵–۲۰۲۱  | راهزنان در دنیا حکومت نمی‌کنند | الیاس چاکربیلی                          |
| ۲۰۲۲–۲۰۲۳  | Kasaba Doktoru                | Uz. Dr. Hakan Aydıner / Dr. Kemal Demir |
| ۲۰۲۳–۲۰۲۴  | Ben Bu Cihana Sığmazam        | Emiraslan Gardaşov                      |
| ۲۰۲۴-اکنون | شهر دور                       | جهان آلبورا                             |
| سینما      |                               |                                         |
| سال        | عنوان                         | نقش                                     |
| ۲۰۱۳       | Bir Hikayem Var               | Hasan                                   |
| ۲۰۱۳       | Yarım Kalan Mucize            | Ruhi Su                                 |
| ۲۰۱۴       | Mutlak Adalet                 | Metin                                   |
| ۲۰۱۴       | Sürgün İnek                   | Selçuk                                  |
| ۲۰۱۴       | Ammar:Cin tarikatı            | Kemal                                   |
|            | Kadir ve Kardeşleri           | Ali                                     |
| ۲۰۱۵       | Krallar Kulübü                |                                         |
| ۲۰۱۵       | Abluka                        | Ali                                     |
| ۲۰۱۹       | Aman Reis Duymasın            | İlyas Çakırbeyli                        |
| ۲۰۲۲       | Anka                          | Murat                                   |
| ۲۰۲۴       | Sadık Ahmet                   | Ali Müminoğlu                           |
| ۲۰۲۵       | Kutsal Damacana: Zombi        |                                         |
| اینترنت    |                               |                                         |
| سال        | عنوان                         | نقش                                     |
| ۲۰۲۱       | Kovala                        | Taner                                   |
| ۲۰۲۴       | Çırak                         | Çırak 05 / Terekeme                     |